# 広島県道302号橋山下山線
広島県道302号橋山下山線（ひろしまけんどう302ごう はしやましもやません）は、広島県山県郡北広島町を通る予定の一般県道である。

## 概要
山県郡北広島町橋山と山県郡北広島町細見を太田川支流の大佐川および松原川に沿って結ぶ。今のところ区域決定はなされていない。
現在は北広島町道下山橋山線という未舗装の道があり、県道になるとすればこの町道が昇格する可能性が高い。しかし、1996年（平成8年）に認定されながらいまだに区域決定はなされないままである。

### 路線データ
- 起点：山県郡北広島町橋山（島根県道・広島県道11号旭戸河内線交点）
- 終点：山県郡北広島町細見（国道186号交点）
- 総延長：全区域未決定のため0 m

## 歴史
- 1996年（平成8年） - 路線認定。

## 地理

### 通過する予定の自治体
- 山県郡北広島町

### 交差する予定の道路
| 交差する道路                           | 交差する場所 | 交差する場所 |
| -------------------------------------- | ------------ | ------------ |
| 島根県道・広島県道11号旭戸河内線未供用 | 橋山         | 起点         |
| 国道186号未供用                        | 細見         | 終点         |